# Sista chansen (film, 1952)
Sista chansen, amerikansk film från 1952 baserad på en berättelse av Jay Dratler samt en pjäs av Paul Jarrico, Earl Felton och Harry Essex.

## Handling
Ett rikt par stannar till i Las Vegas för att spela på ett kasino där hustrun varit sångerska. Under deras besök mördas kasinots ägare. Mördaren tar hustrun som gisslan och flyr ut i öknen.

## Om filmen
Filmen är inspelad i Las Vegas och hade världspremiär i USA den 1 januari 1952.
Den svenska premiären var den 18 augusti 1952. Filmen är tillåten från 15 år.

## Rollista (urval)
- Jane Russell - Linda Rollins
- Victor Mature - Dave Andrews
- Vincent Price - Lloyd Rollins
- Hoagy Carmichael - Happy

## Musik i filmen
- I Get Along Without You Very Well, skriven av Hoagy Carmichael, framförd av Jane Russell
- The Monkey Song, skriven och framförd av Hoagy Carmichael
- My Resistance Is Low, skriven av Hoagy Carmichael och L. Harold Adamson, framförd av Hoagy Carmichael och Jane Russell